# Joseph Lloyd Hogan
Joseph Lloyd Hogan (* 11. März 1916 in Lima, New York; † 27. August 2000) war ein US-amerikanischer Geistlicher und römisch-katholischer Bischof von Rochester.

## Leben
Joseph Lloyd Hogan empfing am 6. Juni 1942 das Sakrament der Priesterweihe.
Am 6. Oktober 1969 ernannte ihn Papst Paul VI. zum Bischof von Rochester. Der Apostolische Delegat in den Vereinigten Staaten, Erzbischof Luigi Raimondi, spendete ihm am 28. November desselben Jahres die Bischofsweihe; Mitkonsekratoren waren der emeritierte Bischof von Rochester, Fulton John Sheen, und der Bischof von Paterson, Lawrence Bernard Brennan Casey.
Am 22. November 1978 trat Joseph Lloyd Hogan als Bischof von Rochester zurück.